# Care Chancho
Raúl Espinoza Lozano (Huancayo, 29 de marzo de 1958-Lima, 11 de marzo de 2024)conocido por su nombre artístico Care Chancho, fue un comediante peruano. Alcanzó reconocimiento por su faceta de cómico ambulante, en el cual llegó a participar en diferentes programas de televisión de su país durante los años 1990.

## Biografía

### Primeros años
Nació el 29 de marzo de 1958 en Huancayo, bajo el nombre completo de Raúl Espinoza Lozano, proveniente de una familia de raíces andinas. Es tío del cómico Jhon Sandoval «Nabito», quién lo señaló como parte de su familia.
A temprana edad, Espinoza se muda a Lima, donde se dedicaría a los oficios de lustrabotas, mesero y cantante de microbuses, para poder sobrevivir sin la ayuda de sus padres.

### Trayectoria
Llegando a la etapa de su juventud Espinoza comenzaría a trabajar como cómico ambulante a partir de los años 1980, en el cual dio inicio a su carrera artística bajo el nombre artístico de Care Chancho, presentándose en plazas y calles de la capital peruana, logrando así alcanzar a la popularidad. Pero fue hasta el año 1991 cuando concursaría en el programa televisivo Trampolín a la fama de la mano del presentador Augusto Ferrando, a través del segmento El ambulante de la risa, haciendo dupla con el también comediante Juan Salvatierra «el cholo Juan», en la que ambos realizaron monólogos de la vida cotidiana y ponerse apelativos entre ellos, incluyendo su parodia al cantante español Raphael.
Gracias a su desempeño, le ha permitido ingresar al reparto principal de la comedia peruana El show de los cómicos ambulantes de Frecuencia Latina, en el cual compartiría escena con los otros humoristas Juan León «el cholo Seferino», el dúo La Bibi y el Jhonny, Roger Sandoval «Cotito», Juan Carlos Hidalgo «Caballito», Kelvin Córdova «Fosforito», Jofre Vásquez, Armando Angulo «la chola Cachucha», José Luis Castillo «Pepe el popular Rocky», Alonso Gonzáles «Pompin» y los fallecidos Inocencio Hurtado «el cholo Willy», Carlos Linares «Waferita» y Marco Castañeda «Tornillo»; permaneciendo por dos temporadas consecutivas hasta la cancelación en el año 2000. Previo a ello, fue invitado a los espacios talk show de Maritere Braschi y Mónica Zevallos durante los años 1997-1998.
Tras alejarse definitivo de la televisión peruana, Espinoza continuó su faceta cómica manteniendo su nombre artístico, en el cual se ha desempeñado como mentor de nuevos humoristas; siendo uno de ellos, su hijo Yersson Espinoza «Chanchito Jr.». Espinoza tuvo unas breves participaciones en los programas televisivos Fuego cruzado en 2008 y  Fábrica de sueños en 2014.

### Últimos años y fallecimiento
En el año 2018, Espinoza fue detectado con tumor cerebral, provocando sus problemas articulares y la falta del habla. Al año siguiente, sus complicaciones de salud continuó debido a la parálisis de sus piernas, producto de una hernia discal que lo aquejaba desde 2015, por lo que andaría en silla de ruedas para continuar con sus labores. Los especialistas del Instituto Nacional de Rehabilitación señalaron el avance de la enfermedad, por lo que se ha encadenado. Fue operado más tarde en el Hospital María Auxiliadora, en el que fue dado de alta.
Tras varios años de lucha, Espinoza murió la mañana del 11 de marzo de 2024 a la edad de 65 años, tras sufrir un paro cardiaco en su domicilio, ubicado en el distrito de San Juan de Lurigancho. Esta noticia fue confirmada por su esposa Delia Campos.
Algunas personalidades de la comedia peruana como Kike Suero, Jhonny Carpincho, Chino Risas, Manolo Rojas, Mondonguito y Danny Rosales mostraron las condolencias a la familia Espinoza por su partida, en el cual fue homenajeado en el programa cómico-musical El reventonazo de la chola de América Televisión y velado en el lugar donde falleció, además de realizarse un concierto en su honor. Sus restos fueron enterrados en el Cementerio Campo Fe de Huachipa en compañía de amigos y familiares en privado.

## Televisión
- Trampolín a la fama (1991), participante de El ambulante de la risa.
- Maritere (1997), comediante e invitado.
- Entre nos (1998), comediante e invitado.
- El show de los cómicos ambulantes (1999-2000), comediante.
- Fuego cruzado (2008), comediante invitado.
- Fábrica de sueños (2014), comediante e invitado especial.